# Raffaella
Raffaella  è un nome proprio di persona italiano femminile.

## Varianti
- Femminili: Raffaela[1], Rafaela[1]
  - Alterati: Raffaelina[1], Raffaellina[1], Raffelina[1]
  - Ipocoristici: Lella, Raffa
- Maschili: Raffaello[2], Raffaele[2]

### Varianti in altre lingue
- Francese: Raphaëlle[2][3]
- Inglese: Raphaela[3]
- Macedone: Рафаела (Rafaela)
- Portoghese: Rafaela[2][3]
- Spagnolo: Rafaela[2]
- Tedesco: Raffaela[2][3], Raphaela[2]

## Origine e diffusione
È la forma femminile di Raffaello, variante del nome Raffaele; quest'ultimo è derivato dal nome ebraico רפאל (Rephael o Rafa'el), composto da rapha ("ha guarito") e da El ("Dio"),  significa quindi "Dio ha guarito".
Secondo dati pubblicati negli anni settanta, in Italia la forma Raffaella era più comune di Raffaela, con 56.000 occorrenze contro 21.000 (mentre al maschile Raffaello è più raro di Raffaele, un caso analogo a quello di Gabriele e Gabriella). In questo caso, la fortuna di Raffaella è anche stata considerevolmente aiutata, sempre a partire dagli anni settanta, dalla popolarità della cabarettista Raffaella Carrà.

## Onomastico
L'onomastico può essere festeggiato il 6 gennaio, in ricordo di santa Rafaela Porras y Ayllón, fondatrice delle Ancelle del Sacro Cuore di Gesù di Madrid. Si ricordano con questo nome anche due beate, Rafaela Ybarra de Vilallonga, onorata il 23 febbraio, e Maria Raffaella Cimatti, commemorata il 23 giugno.
Inoltre, l'onomastico viene spesso festeggiato anche lo stesso giorno della forma maschile, cioè il 29 settembre in onore dell'arcangelo Raffaele (commemorato assieme a Michele e Gabriele). Alcune persone festeggiano l'onomastico il 24 ottobre perché in origine l'arcangelo Raffaele era ricordato in questa data.

## Persone

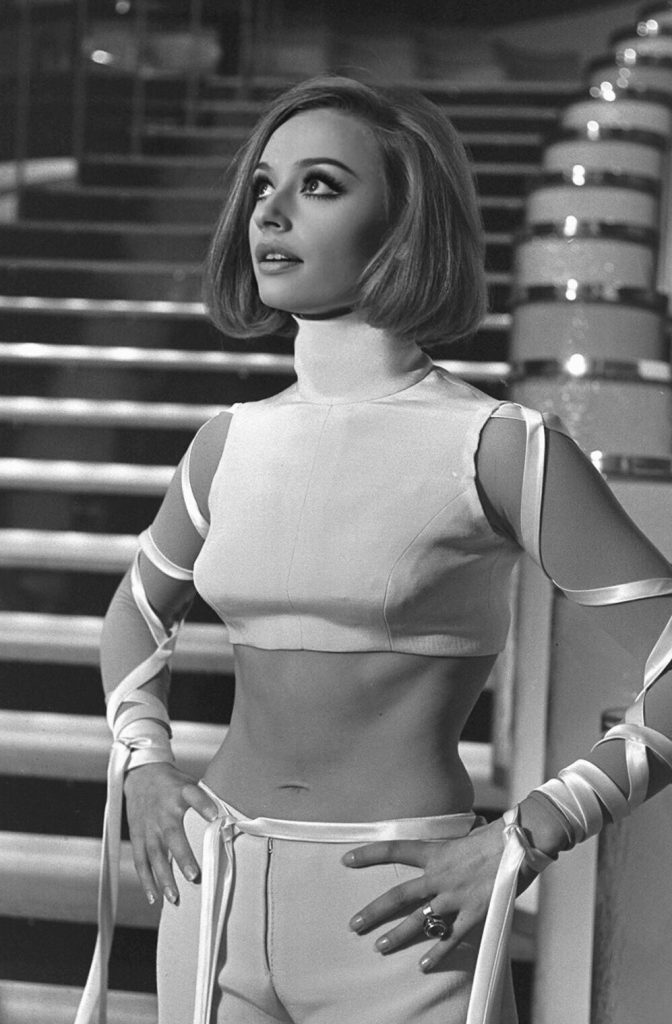
Raffaella Carrà

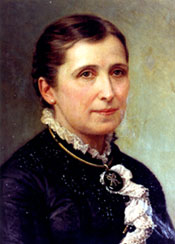
Rafaela Ybarra de Vilallonga

- Raffaella Aleotti, compositrice, organista e monaca italiana
- Raffaella Baracchi, attrice e modella italiana
- Raffaella Barbieri, calciatrice italiana
- Raffaella Bergé, attrice e personaggio televisivo italiana
- Raffaella Brutto, snowboarder italiana
- Raffaella Calloni, pallavolista italiana
- Raffaella Carrà, conduttrice televisiva, showgirl, ballerina, attrice e cantante italiana
- Raffaella Curiel, stilista italiana
- Raffaella de Riso, giornalista, conduttrice televisiva, autrice e conduttrice di telepromozioni italiana
- Raffaella Del Vinaccio, pattinatrice artistica a rotelle italiana
- Raffaella Fico, modella, attrice e conduttrice televisiva italiana
- Raffaella Lamera, atleta italiana
- Raffaella Manieri, calciatrice italiana
- Raffaella Reggi, tennista e giornalista italiana

### Variante Rafaela
- Rafaela Porras y Ayllón, religiosa spagnola
- Rafaela Ybarra de Vilallonga, religiosa spagnola
- Rafaela Zanella, modella brasiliana

### Altre varianti
- Raphaëlle Agogué, attrice francese
- Raffaëla Anderson, ex attrice pornografica e scrittrice francese.
- Raphaela Folie, pallavolista italiana
- Raphaela Lukudo, velocista italiana

## Il nome nelle arti
- Raffaella è un'opera di Alessandro Piccolomini del 1539.
- Raffaella Osimo è il nome della protagonista della novella Nel segno di Luigi Pirandello.
- Raffaella è un personaggio della novella di Federigo Tozzi La capanna.
- Raffaella è un personaggio del manga Claymore.
- Raffaella Macchiavelli è la protagonista femminile del film del 1969 Amore mio aiutami, diretto da Alberto Sordi.
- Raffaella Pavone Lanzetti è la protagonista del film del 1974 Travolti da un insolito destino nell'azzurro mare d'agosto, diretto da Lina Wertmüller.
- Raffaella Pecci Scialoia è un personaggio della serie televisiva La piovra.
- Raffaella ′Lila′ Cerullo è il nome della protagonista della serie di romanzi L'amica geniale di Elena Ferrante.